# Meganthias carpenteri
Meganthias carpenteri är en fiskart som beskrevs av Anderson 2006. Meganthias carpenteri ingår i släktet Meganthias och familjen havsabborrfiskar. Inga underarter finns listade i Catalogue of Life.